# Poli Genowa

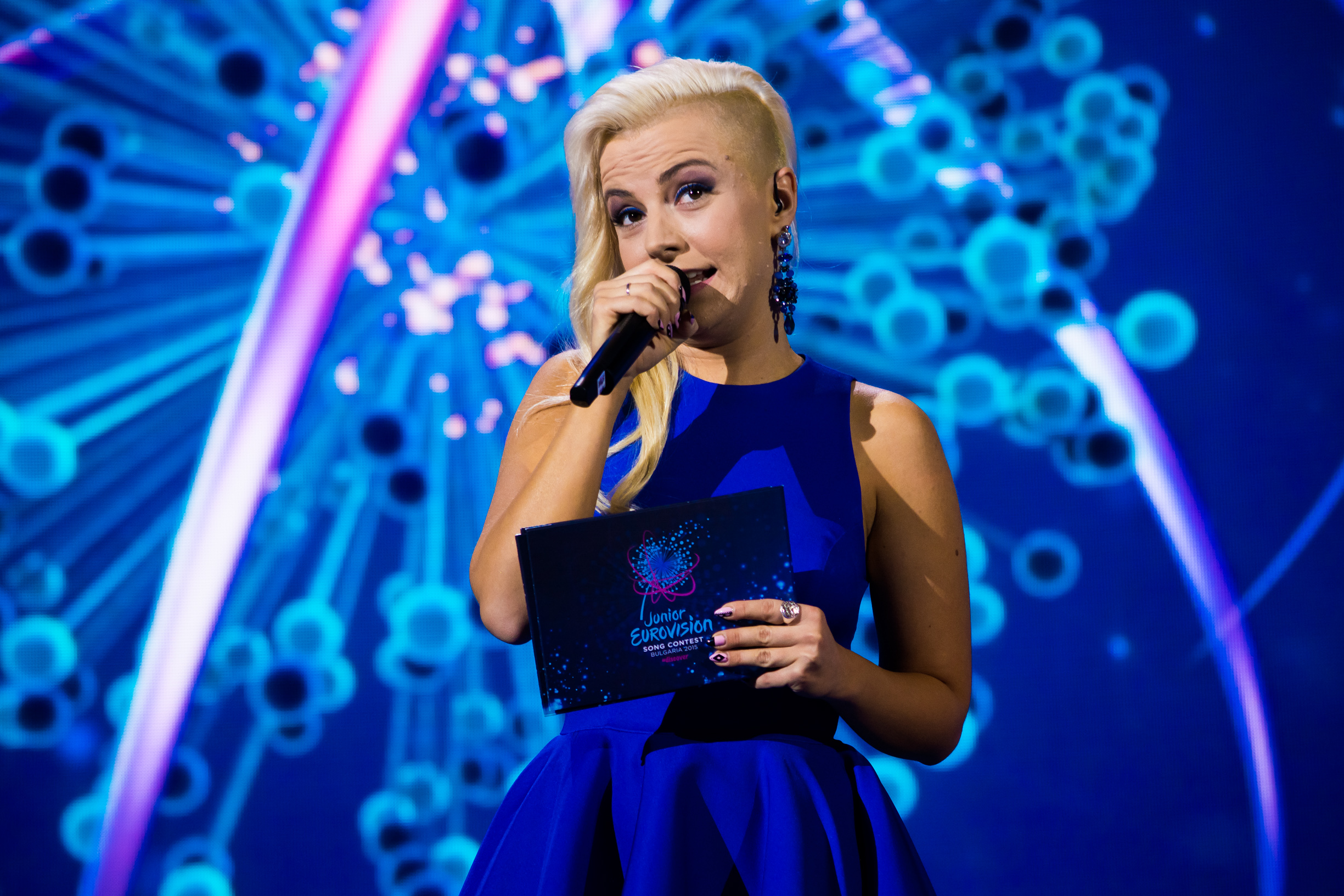
Poli Genowa (2015) beim Junior Eurovision Song Contest

Poli Plamenowa Genowa (bulgarisch Поли Пламенова Генова; * 10. Februar 1987 in Sofia, Bulgarien) ist eine bulgarische Sängerin, Moderatorin und Schauspielerin. Sie vertrat ihr Land Bulgarien beim Eurovision Song Contest 2011 in Düsseldorf mit dem Lied Na Inat (dt.: Zum Trotz). Beim Eurovision Song Contest 2016 in Stockholm vertrat Genowa erneut ihr Land mit dem Song If Love Was a Crime, erreichte im Finale den vierten Platz.

## Karriere

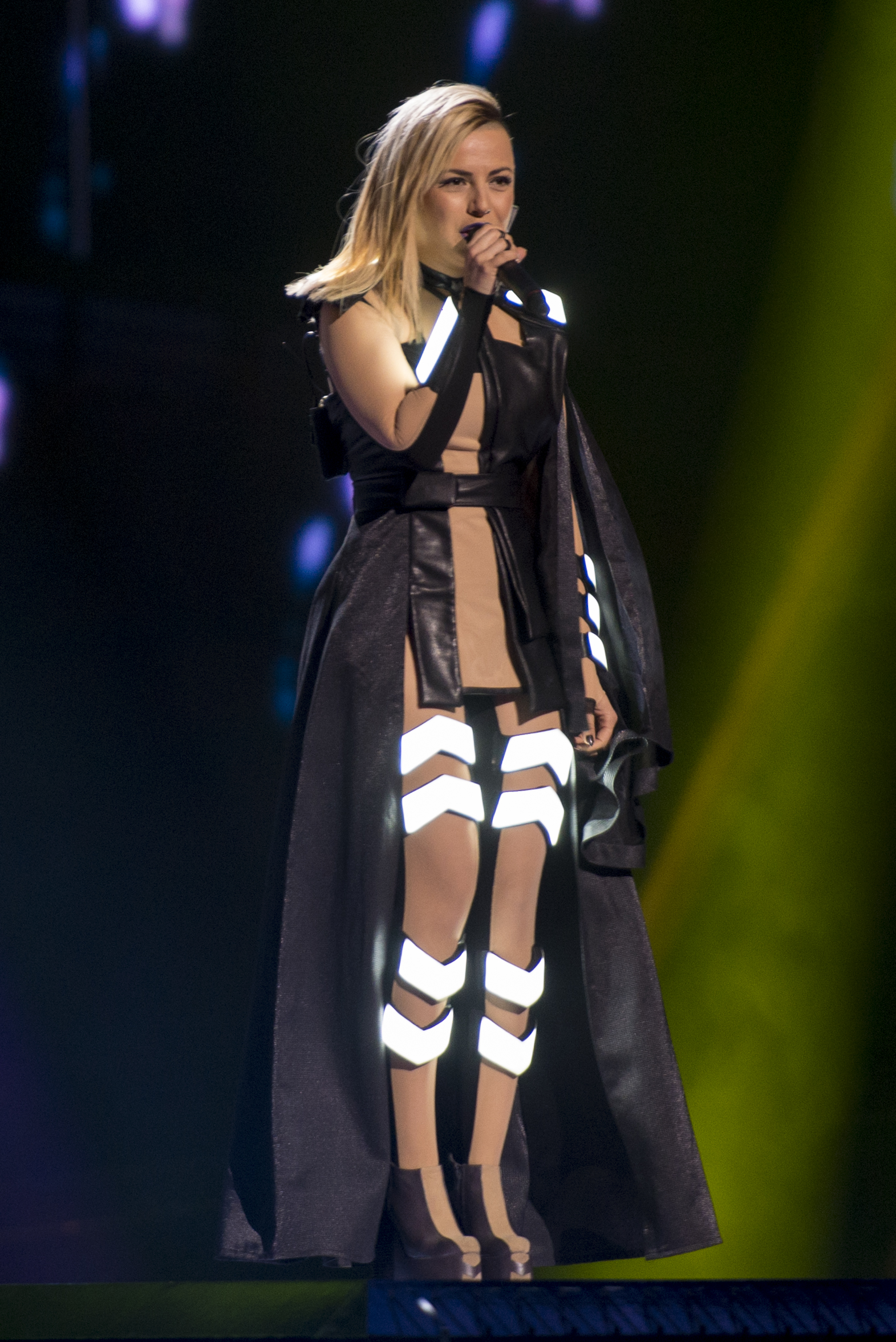
Auftritt ESC 2016

Poli Genowa, die schon als Vierjährige sang, war ab 1995 Mitglied der Kinder-Gesangsgruppe Bon-Bon, mit der sie erste Auftritte im bulgarischen Fernsehen hatte. Nach einem Studium an der Musikschule Ljubomir Pipkow mit dem Schwerpunkt Klarinette studierte sie Filmregie. Als Sängerin war sie am UNICEF-Projekt The Magnificent Six aktiv und nahm an der bulgarischen Tanzshow Dancing Stars teil. Als Teil des Trios Melody nahm sie 2005 und 2006 am nationalen Vorentscheid zum Eurovision Song Contest teil. 

### Eurovision Song Contest 2011
2011 repräsentierte sie Bulgarien als Solistin mit dem Titel Na inat (dt.: zum Trotz), konnte sich aber im zweiten Halbfinale nicht für das Finale qualifizieren und landete nur knapp auf dem 12. Platz, also zwei Plätze hinter einer Qualifikation.

### Junior Eurovision Song Contest 2015
Am 21. November 2015 hat sie den Junior Eurovision Song Contest 2015 in Sofia moderiert.

### Eurovision Song Contest 2016
Nachdem der bulgarische Rundfunk BNT eine Rückkehr nach drei Jahren beim Eurovision Song Contest 2016 im Dezember 2015 bestätigt hatte, gab man am 17. Februar 2016 bekannt, dass Poli Genowa erneut Bulgarien vertreten und das Lied intern ausgewählt werde. Der Song If Love Was a Crime wurde am 21. März 2016 veröffentlicht. Im zweiten Halbfinale am 12. Mai konnte sie sich für das Finale qualifizieren, in dem sie mit 307 Punkten Vierte wurde. Es war das erste Mal seit 2007, dass sich Bulgarien für das Finale qualifizieren konnte und erst das zweite Mal überhaupt. Darüber hinaus erzielte sie das beste Ergebnis für Bulgarien bis zu diesem Zeitpunkt.

### Junior Eurovision Song Contest 2016
Am 3. November 2016 wurde bekannt gegeben, dass Poli Genowa zusammen mit der Gewinnerin von 2015 Destiny Chukunyere, ein Teil des Interval-Act beim Junior Eurovision Song Contest 2016 sein wird.